# Deiner Cetré
Deiner Cetré (Chigorodó, Antioquia, Colombia; 4 de octubre de 1986) es un futbolista colombiano. Juega como defensa central.

## Trayectoria
Integró la Primera C del América en 2003; luego se marchó para el Bogotá FC. En el año 2006 conformó el Cúcuta Deportivo que fue campeón con Jorge Luis Pinto. Luego llegó al Unión Magdalena entre 2007-2008 y vivir una destacada actuación durante la temporada de 2008; cayeron en la final del campeonato de ascenso ante el Rionegro ese mismo año. En el 2009 estuvo en el Valledupar FC y el año anterior militó en el Pacífico FC.
En el América de Cali llegó como refuerzo y tuvieron el primer título del año en la Copa Cafam, Cetre en el América jugaba como defensa central izquierdo.
El 21 de junio de 2011 sale del América junto a otros jugadores por decisión del técnico Álvaro Aponte. y así regresando nuevamente a fichar con el Unión Magdalena.

## Clubes
| Club             | País     | Temporadas  |
| ---------------- | -------- | ----------- |
| Bogotá F.C.      | Colombia | 2005        |
| Cúcuta Deportivo | Colombia | 2006 - 2007 |
| Unión Magdalena  | Colombia | 2008        |
| Valledupar F.C.  | Colombia | 2009        |
| Pacífico F.C.    | Colombia | 2010        |
| América de Cali  | Colombia | 2011        |
| Unión Magdalena  | Colombia | 2011 - 2013 |
| Valledupar F. C. | Colombia | 2013        |
| Fortaleza        | Colombia | 2014        |
| Valledupar F. C. | Colombia | 2014 - 2018 |

## Palmarés

### Campeonatos nacionales
| Título              | Club             | País     | Año  |
| ------------------- | ---------------- | -------- | ---- |
| Torneo Finalización | Cúcuta Deportivo | Colombia | 2006 |